# Lão râu xanh
"Lão râu xanh" hay "Yêu râu xanh" (tiếng Pháp: La barbe bleüe) là một tác phẩm đồng thoại do tác giả Charles Perrault công bố tại Pháp năm 1697.

## Lịch sử
Nguyên bản La barbe bleüe vốn nằm trong hợp tuyển Histoires ou contes du temps passé, avec des moralités: contes de ma Mère l'Oye (Truyện cổ Mẹ Ngỗng) được ông Charles Perrault san hành tại Paris năm 1697, số hiệu ATU 312.
Năm 1812, anh em Grimm quyết định đưa vào hợp tuyển Kinder- und Hausmärchen (Truyện cho thiếu nhi và gia đình) dưới nhan đề Der Blaubart, số hiệu KHM 62a, nhưng đây cũng chỉ là bản chép theo lời kể của người nhà Hassenpflug. Tuy nhiên, ở các lần tái bản sau, có lẽ vì lường trước nội dung quá rùng rợn nên nhóm tác gia lược bỏ vĩnh viễn khỏi hợp tuyển.
Tới năm 1845, tác gia Ludwig Bechstein lại hiệu đính truyện này vào trứ tác Deutsches Märchenbuch (Dân thoại Đức) dưới nhan đề mới Das Märchen vom Ritter Blaubart  (Truyện lão râu xanh), số hiệu Nr. 70 - 1845 Nr. 79. Bên cạnh đó, tác gia Ernst Heinrich Meier cũng soạn lại thành König Blaubart (Chúa râu xanh), in trong tập Deutsche Volksmärchen aus Schwaben (Dân thoại miền Schwaben), số hiệu Nr. 38.

## Nội dung
Vùng nọ có quan bá tước giàu nứt đố đổ vách, đã kết hôn tới ba lần mà cứ ít lâu các phu nhân lại biệt tích. Một dạo, bá tước dạm hỏi nhà tá điền gần đấy, nhưng hai đứa con gái nhà ấy đều chê lão vì bộ râu quái gở. Mà rồi lão gặng mãi, cô út Ariane cũng thuận tình, hôm tiệc cưới ai cũng khen bá tước hào phóng và đĩnh đạc.
Ít lâu sau, bá tước bận đi xa, giao vợ chìa khóa cả lâu đài nhưng dặn cấm được mở căn buồng chỗ tầng trệt. Nhà vắng, cô chị bèn sang chơi, nghe kể lại bèn xúi Ariane mở vào ngó thử, sau một hồi đắn đo, cô chiều lòng. Khi vừa mở cửa buồng, hai cô bàng hoàng trước cảnh tượng những thi thể ba phu nhân cũ bị chặt từng khúc. Ariane hoảng quá đâm đánh rơi thìa khóa xuống vũng máu, bất thần bá tước trở về và phát hiện bí mật đã bại lộ. Quan bá tước dọa chặt hai chị em ra từng khúc, khiến họ liều chạy lên đỉnh tháp tìm cách báo hiệu cho các anh. Đúng lúc bá tước tuốt kiếm định đạp cửa xông vào chỗ hai chị em thì hai người anh tới giáng cho y đòn trí mạng. Góa phụ Ariane bỗng chốc hưởng gia tài kếch sù, bèn chia phần cho chị và các anh, rồi cô cưới người xứng hơn.
|  |  |  |  |  |  |  |

## Thi pháp

### Khởi nguyên
Theo khảo dị, tác gia Charles Perrault đã dựa theo một số sử thi và truyền thuyết dân gian để chắp nối thành tác phẩm Lão râu xanh, chứ không hoàn toàn là hư cấu. Có thể nói, tác phẩm này là sự phái sinh lớp huyền thoại khẩu truyền về những quái nhân chuyên ruồng rẫy vợ con, đồng thời tồn tại như một dạng trào phúng chủ đề anh hùng cứu mĩ nhân. Theo giới nghiên cứu, hành vi này có bản chất ghen tương, nhưng phát xuất điểm sâu hơn lại là nhu cầu thỏa mãn tình dục.

### Ý tượng
Quan điểm học giới cho rằng, chủ đề tác phẩm không nằm ở diễn biến mà chính ở hai khổ thơ cuối truyện, mà tác giả đặt nhan đề là Luân thường (Moralité) và Đạo lý (Autre moralité). Chủ đề tác phẩm hướng tới là đả kích thói ưa tọc mạch của nữ lưu và bản lĩnh ươn hèn ở những nhân vật anh hùng rơm (pantoffelhelden) đầy dẫy thời đại mà tác giả đã sống, hay đích đáng hơn, truyện là cái nhìn của tác giả về hiện tượng cám dỗ tình dục trong xã hội chung.
| MORALITÉ La curiosité, malgré tous ses attraits, Couste souvent bien des regrets; On en voit, tous les jours, mille exemples paroistre, C'est, n'endeplaise au sexe, un plaisir bien leger, Dés qu'on le prend, il cesse d'estre, Et toûjours il couste trop cher. | AUTRE MORALITÉ Pour peu qu'on ait l'esprit sensé, Et que du monde on sçache le grimoire, On voit bien-tost que cette histoire Est un conte du temps passé; Il n'est plus d'Epoux si terrible, Ny qui demande l'impossible, Fut-il mal-content & jaloux, Prés de sa femme on le voit filer doux; Et de quelque couleur que sa barbe puisse estre, On a peine à juger qui des deux est le maistre. |

Theo nhà phân tâm học Bruno Bettelheim, tình tiết nhân vật bá tước có xu hướng kết hôn với thiếu nữ, hay đúng ra là lứa nhi đồng, được thể hiện trong truyện như một bí mật kinh hoàng sau cánh cửa - đấy là vấn đề ấu dâm trong xã hội. Ở đây, bộ râu xanh có vị thế là công cụ tình dục của nam giới. Hình tượng vết máu khó gột sạch là biểu hiện cho sự thiếu chung thủy của nữ giới (bội phản chồng bằng cách không vâng lời), vì thế thói ghen tương chỉ là tất yếu và có thể coi như nguyên nhân của cái chết, mà cái chết là kết quả cuối cùng trong chuỗi hành vi.
Còn theo triết gia Emmanuel d'Hooghvorst, hình tượng chòm râu xanh là một vấn đề bí truyền của những người Kabbalah. Cũng vì vậy, đa số ấn bản hoặc tác phẩm văn nghệ Âu châu phỏng theo Lão râu xanh đều diễn tả nhân vật bá tước ăn vận như một nhà giả kim thuật Do Thái.

## Phong hóa
Tại Âu châu, khẩu ngữ râu xanh được dùng để chỉ những kẻ chuyên cuồng sát phụ nữ như Fritz Honka hay Arwed Imiela.
Còn tại Việt Nam, tác phẩm Charles Perrault đã được dịch sang Việt văn ngay từ đầu thế kỷ XX dưới nhan đề Yêu râu xanh. Về sau, cụm từ này chuyển hóa thành biệt ngữ chỉ chung những kẻ có thói sàm sỡ nhi đồng phụ nữ hoặc bọn tội phạm chuyên hiếp dâm ở chỗ vắng.
Văn vần
- "Bluebeard's Closet" (1888), a poem by Rose Terry Cooke[12]
- "Der Ritter Blaubart" (The Knight Bluebeard) (1911), a poem by Reinhard Koester
- "I Seek Another Place" (1917), a sonnet by Edna St. Vincent Millay.[13]
- "Bluebeard", a poem by Sylvia Plath[14]
- The story is alluded to in Seamus Heaney's 1966 poem "Blackberry Picking":[15]"Our hands were peppered/With thorn pricks, our palms sticky as Bluebeard's".

Văn xuôi
- Commentaires Apostoliques et Théologiques sur les Saintes Prophéties de l"auteur Sacré de Barbe-Bleue, (1779), a satire by Frederick the Great
- Die Sieben Weiber des Blaubart (The Seven Wives of Bluebeard) (1797), a novel by Ludwig Tieck
- "Blaubart (Bluebeard)" (1850), a fairy tale by Alexander von Ungern-Sternberg[16]
- "Captain Murderer" (1860), a short story by Charles Dickens [17]
- "Le Sixième Mariage de Barbe-Bleue ("Bluebeard's Sixth Marriage") (1892), a short story by Henri de Régnier
- "Bluebeard's Keys" (1902), a short story by Anne Thackeray Ritchie
- "The Seven Wives of Bluebeard" (1903), a short story by Anatole France
- Chevalier Blaubarts Liebesgarten (Knight Bluebeard's Love Garden) (1910), a novel by Joseph August Lux
- Ritter Blaubart ("Bluebeard the Knight") (1911), a short story by Alfred Döblin
- Sister Anne (1932), a novella by Beatrix Potter
- The Robber Bridegroom (1942), a novella by Eudora Welty
- "The Bloody Chamber" (1979), a short story by Angela Carter[18]
- Bluebeard (1982), a novel by Max Frisch[19]
- "Bluebeard's Egg" (1983), a short story by Margaret Atwood in a collection of the same name [20]
- Blaubarts Letzte Reise ("Bluebeard's Last Trip"), (1983), a short story by Peter Rühmkorf
- "Bluebeard", (1986), a short story by Donald Barthelme
- Bluebeard (1987), a Kurt Vonnegut novel[21]
- "Blue-Bearded Lover" (1987), a short story by Joyce Carol Oates[22]
- Blaubarts Schatten (Bluebeard's Ghost) (1991), a novel by Karin Struck
- "Bluebeard in Ireland"' (1994), a short story by John Updike[23]
- Fitcher's Brides (2002), a novel by Gregory Frost[24]
- Barbe-Bleue (Bluebeard) (2012), a novel by Amélie Nothomb
- Mr. Fox (2011), a novel by Helen Oyeyemi

Sân khấu
- Pantomime versions of the tale were staged at the Theatre Royal, Drury Lane in London as early as 1798, and famous editions there were by E. L. Blanchard in 1879 and starred Dan Leno in 1901.[25] Many of these productions orientalized the tale by setting it in the Ottoman Empire, often giving the wife the name Fatima. The popularity of the pantomime made orientalized depictions of Bluebeard common in English illustrations throughout the 19th century and into the early 20th century.
- Ariane et Barbe-bleue (1899), a symbolist play by Maurice Maeterlinck
- Bluebeard's Eighth Wife (1921), a French farce by Alfred Savoir
- Bluebeard (1896), a ballet by choreographer Marius Petipa to the music of composer Pyotr Schenk.[26]
- Bluebeard (2015), a ballet based on the novel The Seven Wives of Bluebeard by Anatole France, directed and choreographed by Staša Zurovac and composed by Marjan Nećak
- Bluebeard (1970), an off-Broadway absurdist comedy by Charles Ludlam, adapted from The Island of Dr Moreau
- Ritter Blaubart (Knight Bluebeard) (1797), a play by Ludwig Tieck
- The Grand Dramatic Romance Bluebeard, or Female Curiosity, a 1798 play by George Colman the Younger
- Blaubart: Drama giocoso (1985), a play by Martin Mosebach
- Bluebeard (1895), a ballet by Georges Jacobi, choreographed by Carlo Coppi
- Bluebeard (1941), by Jacques Offenbach, choreographed by Michel Fokine
- Blaubarts Traum (Bluebeard's Dream) (1961), a ballet by Harold Saeverud, choreographed by Yvonne Georgi
- Bluebeard's Friends (2019), one of three short plays by Caryl Churchill

Âm nhạc
- Raoul Barbe-bleue (1789), an opera by André Grétry
- Barbe-bleue (1866), an operetta by Jacques Offenbach
- Ariane et Barbe-bleue (1907), an opera by Paul Dukas
- Bluebeard's Castle (1918), an opera by Béla Bartók and Béla Balázs
- "Bluebeard" (1993), a song by the Cocteau Twins, on the album Four-Calendar Café
- "Go Long" by Joanna Newsom (2010), on the album Have One on Me[27]
- "Aoki Hakushaku no Shiro" (English Translation: "The Blue Marquis' Castle"), a song by Sound Horizon, on the album Märchen (album)
- "Mrs. Bluebeard", a song by They Might Be Giants, on the album I Like Fun
- "Bluebeard" (2019) a song by Patty Griffin, on the album Patty Griffin
- "Nightmares by the Sea", a song by Jeff Buckley, on the album Sketches for My Sweetheart the Drunk

Điện ảnh
- Barbe-bleue, a 1901 short film by Georges Méliès
- Bluebeard's 8th Wife, a 1923 silent comedy film directed by Sam Wood and starring Gloria Swanson
- Bluebeard's Eighth Wife, a 1938 remake of the Swanson silent, directed by Ernst Lubitsch and starring Claudette Colbert and Gary Cooper
- Bluebeard, a 1944 film directed by Edgar G. Ulmer, starring John Carradine
- Secret Beyond the Door, a 1948 contemporary adaptation directed by Fritz Lang, starring Michael Redgrave and Joan Bennett
- Bluebeard's Six Wives, a 1950 Italian comedy film directed by Carlo Ludovico Bragaglia, starring Totò
- Barbe-Bleue, (titled Bluebeard in the U.S.), a 1951 German-French film directed by Christian-Jaque, starring Hans Albers
- Bluebeard, a 1972 film directed by Edward Dmytryk, starring Richard Burton, Joey Heatherton, Raquel Welch, and Virna Lisi
- Barbe Bleue, a 2009 film directed by Catherine Breillat [28]
- Monsieur Verdoux, a 1947 black comedy film directed by and starring Charles Chaplin
- Bluebeard's Ten Honeymoons, a 1960 British thriller directed by W. Lee Wilder and starring George Sanders
- Landru (titled Bluebeard in the U.S.), a 1963 French drama directed by Claude Chabrol starring Charles Denner, Michèle Morgan, and Danielle Darrieux
- Herzog Blaubarts Burg (Duke Bluebeard's Castle), a 1963 film directed by Michael Powell, a film of the Béla Bartók opera Bluebeard's Castle
- Miss Bluebeard, a 1925 silent comedy film directed by Frank Tuttle and starring Bebe Daniels, based on the play Little Miss Bluebeard
- Barbe-bleue, a 1936 claymation short film directed by Jean Painlevé
- La Barbe-bleue, a 1986 French TV movie adaptation directed by Alain Ferrari
- Juliette, or Key of Dreams, a 1951 French film based on the 1930 play of the same name, in which a main character is directly inspired from Bluebeard
- The Piano, a 1993 film directed by Jane Campion, a loose adaptation which features a Christmas pageant presentation of the fairy tale Bluebeard.
- Gaslight, Rebecca, and Suspicion are Classical Hollywood cinema variations on the Bluebeard tale.[29][30]
- Ochen' siniya boroda (Very Blue Beard), a 1979 Soviet animated film, gives modern satirical variations on the theme of Bluebeard
- Ex Machina, a 2015 film directed by Alex Garland, adapts the Bluebeard character as the reclusive CEO of a fictional tech company called "Bluebook"
- Crimson Peak, a 2015 Gothic horror film, has plot similarities to the tale of Bluebeard in that a woman is taken to her husband's castle where he hides a dark, forbidden secret.
- Elizabeth Harvest, a 2018 film directed by Sebastian Gutierrez, taking a modern approach to the tale.
- Bye, Bye Bluebeard is a 1949 Warner Brothers cartoon by Arthur Davis in which Bluebeard is portrayed as a blue bearded wolf/a killer on the loose who appears at the home of Porky Pig.

Truyền hình
- In a 1977 episode of Lou Grant, when considering their employer Mrs. Pynchon's relationship with a media mogul, Lou Grant says to Charlie Hume, "They make a nice couple." Whereupon, Charlie responds: "How often do you think that was mentioned at Bluebeard's wedding?"[31]
- Bluebeard is featured in Grimm's Fairy Tale Classics as part of its "Grimm Masterpiece Theater" season. The bride is the peasant teenage girl Josephine, raised by her three woodworker brothers; she is deliberately chosen by Bluebeard for her beauty, her naivete and her desire to marry a prince. The character design for Bluebeard strongly resembles the English King Henry VIII.
- Bluebeard is featured in Sandra the Fairytale Detective as the villain in the episode "The Forbidden Room".
- Bluebeard is featured in Scary Tales, produced by the Discovery Channel, Sony and IMAX, episode one, in 2011. (This series is not related to the Disney collection of the same name.)
- Bluebeard was the subject of the pilot episode of an aborted television series, Famous Tales (1951), created by and starring Burl Ives with music by Albert Hague.
- A Korean stage play of the Bluebeard story serves as the backstory and inspiration for the antagonist, a serial kidnapper, in the South Korean television show, Strong Woman Do Bong-soon (2017).
- Hannibal (TV series), Season 3 episode 12 "The Number of the Beast is 666", Bedelia Du Maurier compares herself and the protagonist Will Graham to Bluebeard's brides, referring to their relationships with Hannibal Lecter.
- You (TV series), Season 1 episode 10 "Bluebeard's Castle", along with taking the episodes namesake from the fairy tale, heroine Guinevere Beck compares the character Joe Goldberg to Bluebeard and his glass box to Bluebeard's Castle.[32]
- It's Okay to Not Be Okay is a South Korean Drama in which this tale is narrated in episode 6.
- The TV series Grimm; episode 4, season 1,"Lonely Hearts", is based on Bluebeard. The antagonist is a serial rapist who keeps all of his (living) victims in a secret basement room.

Trò chơi
- The fairy tale of Bluebeard was the inspiration for the Gothic feminine horror game Bluebeard's Bride by Whitney "Strix" Beltrán, Marissa Kelly, and Sarah Richardson. Players play from the shared perspective of the Bride, each taking on an aspect of her psyche.[33]
- In DC Comics' Fables series, Bluebeard appears as an amoral character, willing to kill and often suspected of being involved in various nefarious deeds.
- Bluebeard is a character in the video game by Telltale Games based on the Fables comics The Wolf Among Us.
- In the Japanese light novel and manga/anime Fate/Zero, Bluebeard appears as the Caster Servant, where his character largely stems from Gilles de Rais as a serial murderer of children.
- The Awful History of Bluebeard consists of 7 original drawings by William Makepeace Thackeray from 1833, given as a gift to his cousin on her 11th birthday and published in 1924.[34]
- A series of photographs published in 1992 by Cindy Sherman illustrate the fairy tale Fitcher's Bird (a variant of Bluebeard).
- Bluebeard appears as a minor darklord in the Advanced Dungeons & Dragons (2nd ed.) Ravenloft Accessory Darklords.[35]
- BBC Radio 4 aired a radio play from 2014 called Burning Desires written by Colin Bytheway, about the serial killer Landru, an early 20th-century Bluebeard.[36]
- The 2013 fantasy horror comic Porcelain: A Gothic Fairy Tale (by Benjamin Read and Chris Wildgoose) employs the Bluebeard story element with the bloody key to a secret room of horrors.[37]
- The 1955 film The Night of the Hunter includes a scene at the trial of serial wife killer in which the crowd/mob chants "Bluebeard!" repeatedly.
- A mausoleum containing the remains of Bluebeard and his wives can be seen at the exit of The Haunted Mansion at Walt Disney World.
- The card "Malevolent Noble" in the Throne of Eldraine expansion of Magic: The Gathering is a visual reference to Bluebeard.
- The independent role playing game Bluebeard's Bride by Magpie Games is centered around the premise of the fairy tale with players acting out emotions and thoughts of the titular bride.[38]
- The tale inspired the plot of hidden object game Dark Romance 5: Curse of Bluebeard, by developer DominiGames.
- Ceramic tiles tell the tale of Bluebeard and his wives in Fonthill Castle, the home of Henry Mercer in Doylestown, PA.

Phái sinh
- In Charlotte Brontë's 1847 novel Jane Eyre, the narrator alludes to her husband as Bluebeard, and to his castle as Bluebeard's castle.[39]
- In Machado de Assis's story "The Looking Glass," the main character, Jacobina, dreams he is trying to escape Bluebeard.
- In The Scarlet Pimpernel by Baroness Orczy, the story of Bluebeard is referred to in Chapter 18, with Sir Percy's bedroom being compared to Bluebeard's chamber, and Marguerite to Bluebeard's wife.[40]
- In William Shakespeare's Much Ado About Nothing, the character Benedick exclaims, "Like the old tale, my lord: "It is not so nor 'twas not so but, indeed, God forbid it should be so." Here Benedick is quoting a phrase from an English variant of Bluebeard, Mr. Fox,[41] referring to it as "the old tale."
- In The Blue Castle, a 1926 novel by Lucy Maude Montgomery, Valancy's mysterious new husband forbids her to open one door in his house, a room they both term "Bluebeard's Chamber."
- In Stephen King's The Shining, the character Jack Torrance reads the story of Bluebeard to his three-year-old son Danny, to his wife's disapproval. The Shining also directly references the Bluebeard tale in that there is a secret hotel room which conceals a suicide, a remote castle (The Overlook Hotel), and a husband (Jack) who attempts to kill his wife.
- In Fifty Shades of Grey by E. L. James, Mr. Grey has a bloody S & M chamber where he tortures Anastasia, and she refers to him at least once as Bluebeard.[42]
- "Bones'"a short story by Francesca Lia Block, recasts Bluebeard as a sinister L.A. promoter.[43]
- The short story Trenzas ("Braids") by Chilean writer María Luisa Bombal has some paragraphs where the narrator comments on Bluebeard's last wife having long and thick braids that would get tangled in Bluebeard's fingers, and as he struggled to undo them before killing her, he was caught and killed by the woman's protective brothers.[44]
- In Carmen Maria Machado's 'In the Dream House, the author uses the story of Bluebeard to illustrate tolerance in domestic abuse situations.

## Liên kết
1. ↑  "Bluebeard, The Robber Bridegroom, and Ditcher's Bird". JML: Grimm to Disney.
2. ↑  "The White Dove: A French Bluebeard". Tales of Faerie.
3. ↑  "Words We're Watching: 'Bluebeard,' the Verb". Merriam-Webster.
4. ↑  Chisholm, Hugh, biên tập (1911). "Bluebeard" . Encyclopædia Britannica (ấn bản thứ 11). Cambridge University Press.
5. ↑  "Charles Perrault (1628–1703)". CLPAV. Bản gốc lưu trữ ngày 16 tháng 3 năm 2007. Truy cập ngày 29 tháng 5 năm 2021.
6. ↑  Heidi Anne Heiner. "Tales Similar to Bluebeard". SurLaLune Fairy Tales.
7. ↑  Shuli Barzilai, Tales of Bluebeard and His Wives from Late Antiquity to Postmodern Times
8. ↑  Hermansson, Casie (2009). Bluebeard: A Reader's Guide to the English Tradition. University of Mississippi.
9. ↑  Warner, Marina (1995). From the Beast to the Blonde: On Fairy Tales And Their Tellers. tr. 261. ISBN 0-374-15901-7.
10. ↑  Charles Perrault: Der Blaubart. IN: Hartwig Suhrbier (Hrsg.): Blaubarts Geheimnis: Märchen u. Erzählungen, Gedichte u. Stücke. Diederichs, Köln 1984, S. 83–89
11. ↑  Bruno Bettelheim: Kinder brauchen Märchen. 31. Auflage 2012. dtv, München 1980, ISBN 978-3-423-35028-0, S. 351–356.
12. ↑  Cooke, Rose Terry. "Blue-Beard's Closet". Bartleby.com.
13. ↑  Millay, Edna St. Vincent. "Bluebeard". Poemhunter.
14. ↑  Plath, Sylvia. "Bluebeard". Poemhunter.
15. ↑  Heaney, Seamus. "Blackberry-Picking". Poetry Foundation.
16. ↑  Ungern-Sternberg, Alexander von. "Blaubart". Spiegel Online.
17. ↑  Dickens, Charles. "Captain Murderer". charlesdickenspage.com.
18. ↑  Acocella, Joan. "Angela Carter's Feminist Mythology". The New Yorker.
19. ↑  Gilman, Richard. "Who Killed Wife No. 6?". The New York Times.
20. ↑  Towers, Robert. "Old-Fashioned Virtues, Bohemian Vices". The New York Times.
21. ↑  Moynahan, Julian. "A Prisoner of War in the Hamptons". The New York Times.
22. ↑  Oates, Joyce Carol. "Blue-bearded lover". indbooks.ind.
23. ↑  Updike, John. "Bluebeard in Ireland". indbooks.ind.[liên kết hỏng]
24. ↑  Millard, Martha. "Fitcher's Brides". Publisher's Weekly.
25. ↑  Adams, William Davenport.   "A dictionary of the drama: a guide to the plays, play-wrights, players, and playhouses of the United Kingdom and America", Chatto & Windus, 1904, p. 176
26. ↑  "Bluebeard". The Marius Petipa Society.
27. ↑  Newsom, Joanna. "Go Long". Genius.com.
28. ↑  Hohenadel, Kristin. "Fairy-Tale Endings: Death by Husband". The New York Times.
29. ↑  Lurie, Alison. "One Bad Husband". The American Scholar.
30. ↑  Biller, Anna. "Bluebeard at the Movies". Talkhouse.
31. ↑  "Lou Grant: Episode "Takeover"". IMDB.
32. ↑  "You: Episode 'Bluebeard's Castle'". IMDB.
33. ↑  Boss, Emily Care. "Bluebeard's Bride and Noir Themes – Interview with Strix Beltrán, Sarah Richardson and Marissa Kelly". Black and Green Games.
34. ↑  Thackeray, William Makepeace. "The Awful History of Bluebeard: Original Drawings". Archive.org.
35. ↑  Lucard, Alex. "Tabletop Review: Ravenloft: Darklords (Advanced Dungeons & Dragons 2nd Edition)". Diehard Game Fan.com. Bản gốc lưu trữ ngày 17 tháng 5 năm 2021. Truy cập ngày 29 tháng 5 năm 2021.
36. ↑  Bytheway, Colin. "Burning Desires". BBC.
37. ↑  "Interview with Benjamin Read and Chris Wildgoose". Geek Pride.
38. ↑  "Bluebeard's Bride". Magpie Games.
39. ↑  Troiano, Ali. "Jane Eyre and "Bluebeard"". English Novel Writing.[liên kết hỏng]
40. ↑  Orczy, Emma. "Chapter 18 – The Mysterious Device". Scarlet Pimpernel.com. Bản gốc lưu trữ ngày 20 tháng 5 năm 2018. Truy cập ngày 13 tháng 6 năm 2018.
41. ↑  Folk Tale, English. "Mr. Fox". World of Tales.
42. ↑  Biller, Anna. "Fifty Shades of Grey is a Bluebeard Story". Anna Biller's Blog.
43. ↑  "The Rose and the Beast". Kirkus Reviews.
44. ↑  "Trenzas". Truy cập ngày 13 tháng 9 năm 2024.

### Tư liệu
- SurLaLune Fairy Tale Pages: Heidi Anne Heiner, "The Annotated Bluebeard" Lưu trữ ngày 2 tháng 6 năm 2021 tại Wayback Machine
- Variants
- "Bluebeard and the Bloody Chamber" by Terri Windling
- Leon Botstein's concert notes on Dukas' Ariane et Barbe-bleue
- Glimmerglass Opera's notes on Offenbach's Barbe Bleue, the Bluebeard fairy tale in general, and operetta in the time of Offenbach.
- A Shakespeare reference
- Bluebeard, audio version  (bằng tiếng Pháp)